# 瑞秋 (忍者外傳)
瑞秋是知名動作冒險遊戲《忍者外傳》所登場的女性角色。

## 登場
瑞秋登場於《忍者外傳》、《忍者外傳 黑之章》、《忍者外傳 SIGMA》、《忍者外傳 SIGMA PLUS》、《忍者外傳 SIGMA 2》與《忍者外傳 SIGMA 2 PLUS》的遊戲作品。

## 造型

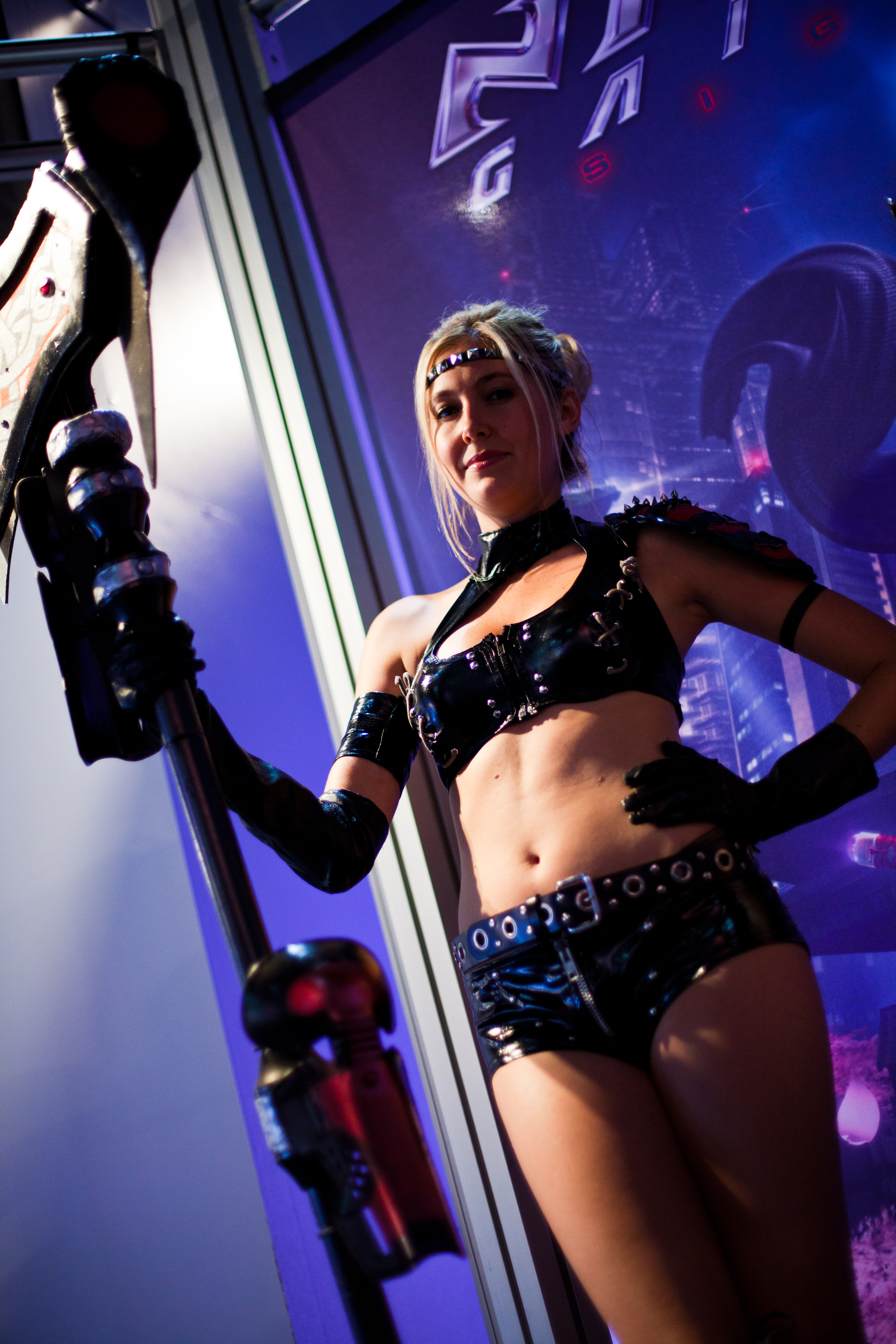
2009年E3展會上扮演瑞秋的模特

瑞秋是金髮碧眼的美女，有著豐滿胸部的身材，裝扮也十分性感，個性有些衝動，內心非常堅強。

## 出身
瑞秋是雙胞胎姊妹的姊姊（妹妹阿爾瑪是成為魔神最高階級的重鬼卿），出身於神聖維格爾帝國，國度位於中亞，民族維格爾人屬於印歐語系，此國度的居民都有具備成為魔神的血統。
身為具備成為魔神血統的維格爾人，瑞秋非常厭惡自己的出身，也對神權政體的神聖維格爾帝國十分反感；於是她成為獵殺魔神的魔神獵人，也成為抵抗神聖維格爾帝國的自由鬥士。

## 活動
瑞秋首度登場於Xbox版的《忍者外傳》遊戲中，屬於劇情的非玩家角色；在PlayStation 3版的《忍者外傳 SIGMA》和《忍者外傳 SIGMA 2》遊戲中，以及PlayStation Vita版的《忍者外傳 SIGMA PLUS》和《忍者外傳 SIGMA 2 PLUS》遊戲中，她成為可以操作的角色。
某次她遭遇魔神襲擊的失誤事件被隼龍所拯救，於是非常敬佩隼龍的英勇行徑。而隼龍擊敗成為魔神重鬼卿的妹妹阿爾瑪時，她想對其妹使用致命一擊，因為親情而無法下手。後來在某事件被多庫重鬼卿攻擊而監禁，結果又被隼龍救出；和隼龍分開行動又被成為幽靈後的多庫重鬼卿綁架，目的是想激發她的魔神意識覺醒，但是隼龍的出現使得她自我抑制魔神之覺醒，多庫重鬼卿於是招喚她的妹妹阿爾瑪重鬼卿，使其全身強化並攻擊隼龍，結果還是被擊敗。阿爾瑪臨死前回復人形模樣，她抱著妹妹的遺體悲傷不已。
事件結束後，她對隼龍有些憧憬……。